# Premi Ciutat de Palma-Bartomeu Ferrà de teatre
El Premi de Teatre Ciutat de Palma - Bartomeu Ferrà és un guardó d'escriptura dramàtica concedit per l'Ajuntament de Palma que va estar vigent del 1955 al 1978.
Va ser una de les quatre primeres categories del Premi Ciutat de Palma, juntament amb el Premi Gabriel Maura per a novel·la o prosa narrativa, que passà a dir-se Llorenç Vilallonga més endavant, el Premi Joan Alcover de poesia i el Premi Miquel dels Sants Oliver de periodisme. Posteriorment es van afegir noves categories. Des del principi les obres havien de ser en català, fins que el 1966 hi foren admeses en castellà. Aquest fet provocà una caiguda progressiva de la presència d'obres en català i un increment de les obres en castellà. Els premis foren declarats deserts en diverses ocasions i a partir de la dècada del 1970 s'intentaren revitalitzar desdoblant el premi en català i castellà.

## Guanyadors
- 1955. Martí Mayol, amb Dilluns de festa major[1]
- 1956. Josep Maria Palau i Camps, amb s'ha venut un home[1]
- 1957. Desert.[1]
- 1958. Baltasar Porcel amb l'obra Els condemnats.[1]
- 1959. Alexandre Cuéllar, amb El bosc de la senyora àvia[1]
- 1960. Joan Bonet, amb Quasi una dona moderna[1]
- 1961. Desert.[1]
- 1962. Llorenç Moyà, amb Brega de veïnats[1]
- 1963. Gabriel Cortès, amb Els comparses[1]
- 1964. Alexandre Ballester, amb Jo i l'absent[1]
- 1965. Joana Mas, amb Escàndol a Camp de Mar[1]
- 1966. V. Cardlona, amb Desvío en el camino[1]
- 1967. Josep Maria Benet i Jornet, amb Fantasia per a un auxiliar administratiu[1]
- 1968. Victoriano Crémer, amb Via muerta[1]
- 1969. Desert.[1]
- 1970. Alfonso Gil Albors, amb Grita Galileo[1]
- 1971. Desert.[1]
- 1972 Català. Guillem Cabrer, amb Aina Sacoma[1]
- 1972 Castellà. Antonio Torres Soler, amb Glorioso Premio Nobel[1]
- 1973 Català. Guillem d'Efak, amb JOM[1]
- 1973 Castellà. Antonio Roger Justafrè, amb Aleluyas de un labriego y una pala[1]
- 1974. Miquel López Crespí amb l'obra Autòpsia de matinada[1]
- 1975. No fou convocat.[1]
- 1976 Català. Antoni Mus, amb Por[1]
- 1976 Castellà. Manuel Alonso Alcalde, amb La orilla gris del Rubicón[1]
- 1977. No fou convocat.[1]
- 1978 Català. No fou convocat[1]
- 1978 Castellà. Miguel A. Medina-Vicario, amb El café de marfil o Las últmas fiestas de las acabanzas[1]